# Лицеистка
Лицеистка (итал. La liceale) — итальянская эротическая комедия режиссёра Микеле Массимо Тарантини.

## Сюжет
Лицеистка Лоредана, родители которой не живут вместе, ведет довольно распутный образ жизни. Она дразнит ребят, благодаря своей красоте пользуется радушием мужчин, иногда попадает в разные перипетии через это. В их класс переводится новый ученик Билли, который приехал из Америки. Лоредана сразу начинает заигрывать с ним, но он не знает на что она способна и влюбляется в нее без памяти. Лоредана во время посещения отца знакомится с инженером из Турина Марко, отдает ему свою девственность, и, как она сама думает, влюбляется в него. Однако он имеет семью и покидает Лоредану, уезжая домой. Девушка с горя хочет стать шлюхой, а Билли узнает о Марко и преследуя его, попадает в аварию. Лоредана, узнав о Билли, возвращается к нему.